# Mestaruussarja 1965
La Mestaruussarja 1965 fu la cinquantaseiesima edizione della massima serie del campionato finlandese di calcio, la trentacinquesima come Mestaruussarja. Il campionato, con il formato a girone unico e composto da dodici squadre, venne vinto dall'Haka.

## Squadre partecipanti
| Club         | Città       | Stagione 1964                        |
| ------------ | ----------- | ------------------------------------ |
| ÅIFK         | Turku       | 8º posto in Mestaruussarja           |
| GBK          | Kokkola     | 9º posto in Mestaruussarja           |
| Haka         | Valkeakoski | 4º posto in Mestaruussarja           |
| HIFK         | Helsinki    | 6º posto in Mestaruussarja           |
| HJK          | Helsinki    | Campione di Finlandia                |
| Ilves-Kissat | Tampere     | 7º posto in Mestaruussarja           |
| KTP          | Kotka       | 3º posto in Mestaruussarja           |
| KuPS         | Kuopio      | 2º posto in Mestaruussarja           |
| Reipas Lahti | Lahti       | 5º posto in Mestaruussarja           |
| TaPa         | Tampere     | 1º posto in Suomensarja Länsilohko   |
| Upon Pallo   | Lahti       | 1º posto in Suomensarja Itälohko     |
| VPS          | Vaasa       | 1º posto in Suomensarja Pohjoislohko |

## Classifica finale
|  | Pos. | Squadra      | Pt | G  | V  | N | P  | GF | GS | DR  |
|  | ---- | ------------ | -- | -- | -- | - | -- | -- | -- | --- |
|  | 1.   | Haka         | 31 | 22 | 14 | 3 | 5  | 56 | 28 | +28 |
|  | 2.   | HJK          | 29 | 22 | 12 | 5 | 5  | 50 | 30 | +20 |
|  | 3.   | Reipas Lahti | 25 | 22 | 9  | 7 | 6  | 44 | 24 | +20 |
|  | 4.   | GBK          | 25 | 22 | 9  | 7 | 6  | 32 | 32 | 0   |
|  | 5.   | HIFK         | 22 | 22 | 9  | 4 | 9  | 25 | 27 | -2  |
|  | 6.   | KuPS         | 22 | 22 | 8  | 6 | 8  | 25 | 28 | -3  |
|  | 7.   | Ilves-Kissat | 22 | 22 | 7  | 8 | 7  | 25 | 29 | -4  |
|  | 8.   | KTP          | 21 | 22 | 8  | 5 | 9  | 41 | 43 | -2  |
|  | 9.   | VPS          | 21 | 22 | 9  | 3 | 10 | 30 | 48 | -18 |
|  | 10.  | Upon Pallo   | 20 | 22 | 8  | 4 | 10 | 35 | 28 | +7  |
|  | 11.  | ÅIFK         | 16 | 22 | 5  | 6 | 11 | 21 | 31 | -10 |
|  | 12.  | TaPa         | 10 | 22 | 2  | 6 | 14 | 14 | 50 | -36 |

Legenda:
      Campione di Finlandia e ammessa alla Coppa dei Campioni 1966-1967
      Vincitore della Suomen Cup 1965 e qualificato in Coppa delle Coppe 1966-1967
      Retrocesse in Suomensarja
Note:
Due punti a vittoria, uno a pareggio, zero a sconfitta.